# 85970 Fundacaoterra
85970 Fundacaoterra este o planetă minoră (asteroid), cu un diametru de 4,399 km, din centura de asteroizi. A fost descoperită pe 11 aprilie 1999 la Wykrota Observatory-CEAMIG⁠(d) de Cristóvão Jacques⁠(d). 
Obiectul prezintă o orbită caracterizată de o semiaxă mare de 2,5897884034965 UAi, o excentricitate de 0,09, o înclinație de 4,4 ° în raport cu ecliptica.